# Têmpera (pintura)

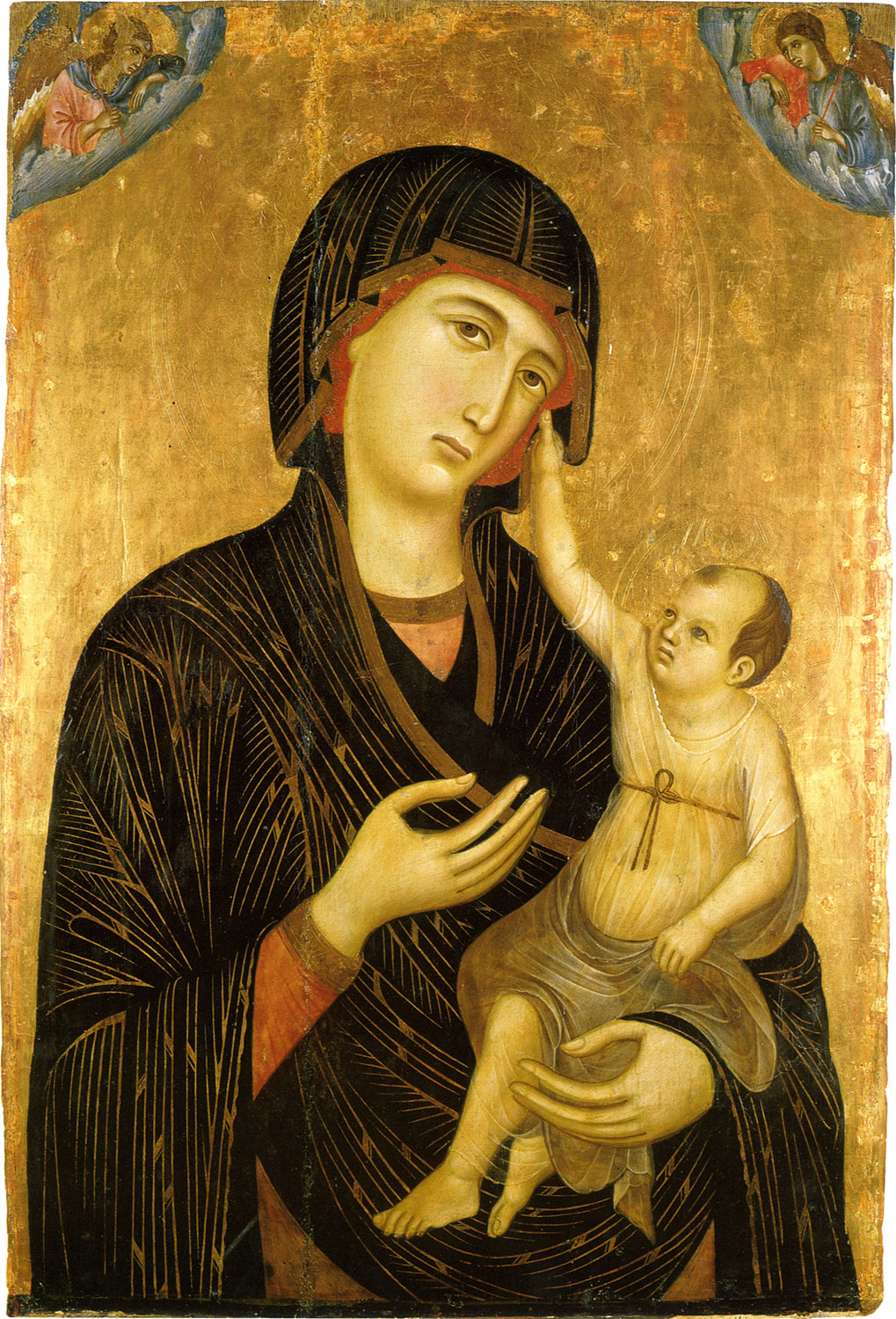
Madona e seu filho, quadro pintado sobre a técnica de têmpera.

A têmpera é uma técnica de pintura na qual os pigmentos ou os corantes podem ser misturados com um aglutinante. Esse aglutinante pode ser uma emulsão de água e gema de ovo, o ovo pode ser inteiro, ou somente a clara.
Referida na obra de Cennino Cennini, Il Libro dell´Arte, do final do século XIV, a técnica de pintura a têmpera foi largamente utilizada na arte italiana nos séculos XIV e XV, tanto em frescos como em painéis de madeira preparados com gesso ou cré. Dadas as limitações da técnica na gradação das tonalidades de uma cor, ela viria a ser substituída, por pintores e artesãos, pela pintura a óleo. 
Do ponto de vista tecnológico, a gradação de tonalidades e a fusão de cores são difíceis por causa da secagem muito rápida. Daí, a técnica utilizada para esse fim ser de sobreposição de pinceladas com a pintura seca, com pontos ou linhas claras ou escuras, e com cruzamento de traços. Pode-se também trabalhar com o verniz resinoso ou com uma goma sobre a tinta, realçando o brilho e os matizes. Quanto ao resultado final, as cores da têmpera são brilhantes e translúcidas, no entanto é possível criar cores opacas e fortes, desde que o pigmento seja menos diluído no aglutinante.